# Carpinus caroliniana
Carpinus caroliniana е дървесен вид от семейство Брезови. На височина достига до 10 – 15 м. Кората му е гладка и сиво-зелена, плитко набраздена при по-старите дървета. Carpinus caroliniana е разпространен в източните части на САЩ, а се среща още в Канада, Мексико, Гватемала и Хондурас.